# Стокдейл, Флетчер Саммерфилд
Флетчер Саммерфилд Стокдейл (англ. Fletcher Summerfield Stockdale; 1823, Расселвилл, Кентукки — 4 февраля 1890, Куэро) — американский политик, вице-губернатор Техаса.

## Биография

### Ранние годы
Флетчер Стокдейл родился в 1823 или 1825 году в Расселлвиле, Кентукки. Он был одним из восьми детей в семье Томаса и Лоринды Стокдейл. Флетчер изучал право и был принят в коллегию адвокатов Кентукки. В 1846 году он переехал в округ Гримс.

### Политическая карьера
В 1856 году Стокдейл переехал в округ Кэлхун и представлял его в Сенате Техаса с 1857 по 1861 год. В 1861 году Стокдейл возглавлял отделительный съезд в Остине. В 1862 и 1863 годах он был помощником губернатора Фрэнсиса Лаббока.
В 1863 году Стокдейл был избран вице-губернатором Техаса и занимал эту должность до июня 1865 года. После бегства в Мексику губернатора Пендлтона Мюрра стал временным губернатором штата до избрания на эту должность Эндрю Хэмилтона в августе того же года.
В 1868 году Стокдейл вновь вернулся в Сенат Техаса. В 1875 году, во время конституционного съезда штата, он работал в юридическом и земельном комитетах, а также принимал участие в основании системы бесплатных средних школ штата. В 1872, 1876 и 1880 годах Стокдейл был делегатом съезда Демократической партии.
В 1873 году Стокдейла избрали вице-президентом съезда Демократической партии Техаса. В 1876, 1882 и 1888 годах на съездах партии он был членом комитета по резолюциям и платформам в Техасе и возглавлял комитет в 1876 году.

### Личная жизнь и семья
В 1877 году Стокдейл женился вторым браком на дочери техасского политика Густава Шлейхера. Они жили в Куэро, где Стокдейл умер 4 февраля 1890 года.

## Память
В его честь назван пригород Сан-Антонио — Стокдейл.